# Ère Shōhō
L'ère Shōhō (en japonais : 正保) est une des ères du Japon (年号, nengō, littéralement « le nom de l'année ») suivant l'ère Kan'ei et précédant l'ère Keian. Cette ère couvre la période allant du mois de décembre 1644 au mois de février 1648. L'empereur régnant est Go-Komyo-tennō (後光明天皇).

## Changement de l'ère
- 1644 (Shōhō gannen 正保元年): Le nom de l'ère est changé pour Shōhō pour marquer l'intronisation du nouvel empereur Go-Kōmyō. L'ère précédente se termine et la nouvelle commence en Kanei 21, le 16e jour du 12e mois[3].

## Événements de l'ère Shōhō
- 1644 (Shōhō 1) : La troisième carte importante du Japon est commandée par le shogunat, la première ayant été achevée au cours de l'ère Keichō 10 — à une échelle de 1:432,000 (basée sur les cartes des provinces dessinées à une échelle de 1:21,600)[4]
- 18 mai 1645 (Shōhō 2, 23e jour du 4e mois) : Le shogun est élevé à la fonction de cour de conseiller du centre (中納言, chūnagon?)[2]
- 19 mai 1645 (Shōhō 2, 30e jour du 4e mois): Décès de Miyamoto Musashi.
- 18 janvier 1646 (Shōhō 2, 2e jour du 12e mois): Décès de Hosokawa Tadaoki.
- 27 janvier 1646 (Shōhō 2) : Décès de Takuan Sōhō, personnalité du mouvement de réforme zen[3]
- 11 mai 1646 (Shōhō 3, 26e jour du 3e mois) : Décès de Yagyū Munenori.
- 1648 (Shōhō 6) : Le shogunat publie un code juridique régissant la vie des gens du commun à Edo[3].